# 大西敬三
大西 敬三（おおにし けいぞう、1935年10月1日 - 2018年2月3日）は、日本の経営者、工学博士。日本製鋼所社長を務めた。北海道札幌市出身。

## 経歴・人物
1960年に北海道大学工学部冶金工学科を卒業し、同年に日本製鋼所に入社。1989年に取締役に就任し、1991年に常務、1993年に専務を経て、1994年に副社長に就任し、1995年に社長に昇格。2001年に相談役を経て、2009年に名誉顧問に就任。1975年から1977年までに室蘭工業大学で非常勤講師、1989年から1991年までに客員教授を務め、日本防衛装備工業会会長も務めた。
2005年に旭日中綬章を受章した。
2018年2月3日病気のために死去。82歳没。